# Навернення Грузії
Навернення Грузії (груз. მოქცევაი ქართლისაი; Мокцевай Картлісай) — твір, присвячений історичному факту навернення грузинів у християнство у першій половині IV століття просвітителькою Ніною Каппадокійською (Св.Ніно).

## Історія
Перше видання підготував Еквтіме Такаїшвілі (був першим видавцем багатьох давньогрузинських творів).
Літературна пам'ятка була знайдена 1888 року. У 1890–1891 роках Такаїшвілі опублікував грузинський текст у двох частинах з примітками й дослідженням, а 1900 вийшов виконаний ним же російський переклад твору.
«Навернення Грузії» до сучасності дійшло у шатбердській та челіській редакціях. Такаїшвілі переклав першу з них, в якій не вистачає деяких аркушів. Оскільки коли виконувався переклад, челіська редакція ще не була відомою, пробіли шатбердської вчений заповнював з твору, для якого «Навернення Грузії» слугувало джерелом — «Життя святої Ніно».